# India la Jocurile Olimpice de vară din 2016
India a participat la Jocurile Olimpice de vară din 2016 de la Rio de Janeiro în perioada 5 – 21 august 2016, cu o delegație de 117 de sportivi, cea mai numeroasă din istoria sa, care a concurat în 15 sporturi. Autoritatea Sporturilor stabilise ca obiectiv obținerea a 10–14 medalii. Cu doar două medalii (una de argint și una de bronz), India s-a aflat pe locul 67 în clasamentul final. Bilanțul a fost considerat unul dezamăgitor, India ocupând ultimul loc în clasamentul neoficial de medalii pe cap de locuitor.

## Participanți
Delegația indiană a cuprins 117 de sportivi: 63 de bărbați și 54 de femei. Cel mai tânăr atlet din delegația a fost alergătoarea Jisna Mathew (17 de ani), cel mai vechi a fost jucătorul de tenis Leander Paes (43 de ani).
| Sport           | Masculin | Feminin | Total |
| --------------- | -------- | ------- | ----- |
| Atletism        | 17       | 17      | 34    |
| Badminton       | 3        | 4       | 7     |
| Box             | 3        | 0       | 3     |
| Canotaj         | 1        | 0       | 1     |
| Hochei pe iarbă | 16       | 16      | 32    |
| Gimnastică      | 0        | 1       | 1     |
| Golf            | 2        | 1       | 3     |
| Haltere         | 1        | 1       | 2     |
| Judo            | 1        | 0       | 1     |
| Lupte           | 4        | 3       | 7     |
| Natație         | 1        | 1       | 2     |
| Tir             | 9        | 3       | 12    |
| Tenis           | 2        | 2       | 4     |
| Tenis de masă   | 2        | 2       | 4     |
| Tir cu arcul    | 1        | 3       | 4     |
| Total           | 63       | 54      | 117   |

## Medaliați
| Medalie | Nume                   | Sport     | Probă                | Dată      |
| ------- | ---------------------- | --------- | -------------------- | --------- |
| Argint  | Pusarla Venkata Sindhu | Badminton | Simplu feminin       | 19 august |
| Bronz   | Sakshi Malik           | Lupte     | 58 kg libere feminin | 17 august |